# (2993) Wendy
(2993) Wendy (1970 PA) – planetoida z grupy pasa głównego asteroid okrążająca Słońce w ciągu 4,17 lat w średniej odległości 2,59 j.a. Odkryta 4 sierpnia 1970 roku.